# Horia Demian

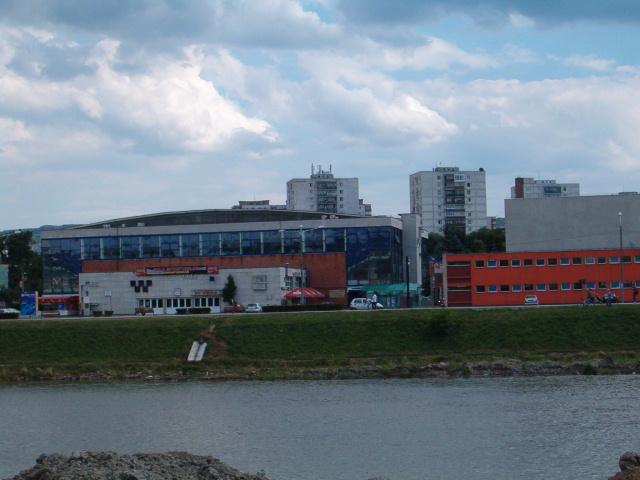
Horia-Demian-Sporthalle

Horia Demian (* 1942; † 1989) war ein rumänischer Basketballspieler, der von 1960 bis 1970 für U Cluj (Știința Cluj zwischen 1951 und 1965, heutzutage CS Universitatea Cluj-Napoca) spielte.

## Karriere
Demian spielte 165-mal für die rumänische Basketballnationalmannschaft und bekam 1964 für seine Leistungen die Auszeichnung Maestru al Sportului vom Rumänischen Basketball-Verband verliehen. Er nahm zwischen 1961 und 1967 an 4 Basketball-Europameisterschaften teil. Seine beste Platzierung war dabei ein 5. Platz bei seiner letzten Teilnahme.
Zur Erinnerung und als Ehrerbietung wurde die Horia Demian Sporthalle in Cluj-Napoca nach ihm benannt. In der Halle finden die Heimspiele der Handball- and Basketballmannschaften von CS Universitatea Cluj-Napoca statt.